# ستاره‌گون مهین
ستاره‌گون مهین (نام علمی: Astrantia maxima) نام یک گونه از سرده ستاره‌گون است.